# Luka Gugeshashvili
Luka Gugeshashvili (Tiflis, 29 de abril de 1999) es un futbolista georgiano que juega de portero en el PAOK de Salónica F. C. de la Superliga de Grecia.

## Trayectoria
Gugeshashvili comenzó su carrera deportiva en el Dinamo Tbilisi de la Erovnuli Liga en 2015, fichando un año después por el Jagiellonia Białystok de la Ekstraklasa polaca. El club polaco decidió, entonces, cederle al Podlasie Biała Podlaska durante una temporada.
En la temporada 2018-19 volvió a salir cedido, esta vez al FC Dila Gori.
En 2019 se volvió a marchar cedido, para la temporada 2019-20, al Club Recreativo Granada, filial del Granada Club de Fútbol, que se encontraba en la Segunda División B, disputando cinco partidos a lo largo de la campaña.
En 2020 volvió a ser cedido al FC Dila Gori.

## Selección nacional
Fue internacional sub-17, sub-19 y sub-21 con la selección de fútbol de Georgia. Con la absoluta debutó el 25 de marzo de 2023 en un amistoso ante Mongolia.

### Participaciones en Eurocopas
| Copa          | Sede     | Resultado        | Partidos | Goles |
| ------------- | -------- | ---------------- | -------- | ----- |
| Eurocopa 2024 | Alemania | Octavos de final | 0        | 0     |

## Clubes
| Club                             | País       | Año       |
| -------------------------------- | ---------- | --------- |
| Dinamo Tbilisi                   | Georgia    | 2015-2016 |
| Jagiellonia Białystok            | Polonia    | 2016-2022 |
| Podlasie Biała Podlaska (cedido) | Polonia    | 2017-2018 |
| FC Dila Gori (cedido)            | Georgia    | 2018-2019 |
| Recreativo Granada (cedido)      | España     | 2019-2020 |
| FC Dila Gori (cedido)            | Georgia    | 2020-2021 |
| Qarabağ F. K. (cedido)           | Azerbaiyán | 2022      |
| Qarabağ F. K.                    | Azerbaiyán | 2022-2024 |
| Panserraikos                     | Grecia     | 2024-2025 |
| PAOK de Salónica F. C.           | Grecia     | 2025-     |

## Palmarés

### Títulos nacionales
| Título                     | Club          | País       | Año  |
| -------------------------- | ------------- | ---------- | ---- |
| Liga Premier de Azerbaiyán | Qarabağ F. K. | Azerbaiyán | 2022 |
| Copa de Azerbaiyán         | Qarabağ F. K. | Azerbaiyán | 2022 |
| Liga Premier de Azerbaiyán | Qarabağ F. K. | Azerbaiyán | 2023 |
| Liga Premier de Azerbaiyán | Qarabağ F. K. | Azerbaiyán | 2024 |
| Copa de Azerbaiyán         | Qarabağ F. K. | Azerbaiyán | 2024 |